# Raymond Boni
 (avril 2018).
Si vous disposez d'ouvrages ou d'articles de référence ou si vous connaissez des sites web de qualité traitant du thème abordé ici, merci de compléter l'article en donnant les références utiles à sa vérifiabilité et en les liant à la section « Notes et références ».
Pour les articles homonymes, voir Boni.
Raymond Boni, né le 15 mars 1947 à Toulon, est un guitariste, harmoniciste, improvisateur et compositeur français.

## Biographie
Amateur du rock 'n' roll des débuts, particulièrement de Bill Haley, il étudie de façon succincte le piano puis s'intéresse à l'harmonica. Il connaît l'improvisation grâce à un disque de Charles Mingus à onze ans. À quinze ans il commence à jouer de la guitare, puis se passionne pour le jazz manouche et Django Reinhardt. Son jeu, utilisant un doigté proche du flamenco, restera marqué par ces influences.
Jusqu'à l'âge de dix-neuf ans il fait des études à Londres mais pratique beaucoup son instrument ; il commence à jouer dans des soirées et des clubs. Il revient en France et s'inscrit au conservatoire où il suit des cours de solfège et de piano. En 1969 il fonde l'Association vivante avec le percussionniste Bertrand Gauthier. Au cours des années 1970 il fait plusieurs rencontres essentielles : Gérard Marais en 1973 (il participera notamment au big band de guitares de ce dernier) et Joe McPhee en 1978 ; il travaillera avec eux pendant plusieurs décennies. En 1976 il participe également à d'autres formations, en duos avec les saxophonistes Hervé Bourde et Claude Bernard, et en trio avec André Jaume au saxophone et Gérard Siracusa à la batterie.
En 1981 il s'installe à Marseille et poursuit la collaboration avec Jaume et Siracusa. En 1984 et 1985, dans la continuité de son travail avec McPhee il part étudier et jouer à New York.
Boni collabore régulièrement avec le contrebassiste Claude Tchamitchian, au sein du Grand Lousadzak, ou du quartet avec Joe McPhee et Daunik Lazro.

## Discographie sélective
- 1971: L'oiseau, l'arbre, le béton - solo (Futura)
- 1976 : Rêve en couleurs - solo (Palm)
- 1978 : Pot pourri pour parce que - duo avec Claude Bernard (Hat Hut)
- 1980 : Tales and profecies avec Joc Mc Phee et André Jaume (Hal Hut)
- 1981 : Topology avec J. McPhee, A. Jaume, l. Schweitzer, R. Malfati, P. Favre, D. Bourquin, F. Michali, M. Overhage (Hat Hut)
- 1981 : Federico Garcia Lorca n°1 par Violeta Ferrer avec André Jaume, Jacques Di Donato, François Tusques (Nato)
- 1982 : Oléo avec Joe Mc Phee, André Jaume, François Méchali (Hat Hut)
- 1982 : Pot pourri duo avec Lol Coxhil (Nato)
- 1982 : L'homme étoilé - solo (Hat Hut)
- 1984 : Sweet zee avec Daunik Lazro et Carlos Zingaro (Hat Art)
- 1984 : Federico Garcia Lorca n°2 par Violeta Ferrer avec Tony Coe, François Tusques, André  Jaume (Nato)
- 1985 : Pour Django duo avec André Jaume (Celp) - Diapason d'Or, Choc du Monde de la Musique, Événement Exceptionnel Télérama
- 1987 : Songs and dances avec Joe McPhee et André Jaume (Celp) - Diapason d'Or
- 1990 : Linear B. par Joe McPhee, Po music (Hat Hut)
- 1994 : Le trajet ou le peuple témoin composition Raymond Boni avec le Quatuor Balanescu (Stupeur et Trompette)
- 1995 : Ké Gats duo acoustique avec Calude Tchamitchian (émouvance)
- 1997 : After the Rap, Boni’s Family avec Geneviève Sorin et Bastien Boni (émouvance)
- 1999 : Two Angels for Cecil duo avec Eric Echampard (émouvance)
- 2000 : Puzzle duo avec Michel Pascal (INA-GRM)
- 2001 : The visit duo avec Jérôme Bourdellon (Usine)
- 2001 : La belle vie duo avec Gérard Marais, enregistré en 1980, sorti en 2001 (Hopi)
- 2002 : Mister Dollar wanted for good - solo en famille (Art-maniac)
- 2002 : Trio avec Daunik Lazro et Alex Grillo, composition d’Alex Grillo (AJMI)
- 2002 : Chants chauds trio avec Sophie Delizée et Gérard Fabbiani (Horlieu)
- 2002 : Voices and Dreams duo avec Joe McPhee (émouvance)
- 2003 : Terrones Suite andalouse avec B. Boni, L. Donnat, R. Charmasson, J-M. Foussat, J. McPhee, E. Kremer et A. Startseva (Marge)
- 2005 : Remembrance avec J. McPhee, M. Bisio et P. Harding (CJR 5)
- 2006 : Next to you avec J. McPhee, D.Lazro, C.Tchamitchian (émouvance)
- 2006 : Port of Saints avec J. McPhee, M. Bisio et D. Duval (CJR 6)
- 2006 : The Listener Writer en duo avec Luc Bouquet (Improjazz)
- 2007 : Enishi quartet Mamabaray (Ohrai records)
- 2007 : Duo avec Itaru Oki (Ohrai records)
- 2008 : Family reunion avec M. Petrov, G. Berisha, B. Boni, A. Petrov (chicken madness)
- 2010 : Entre colère et tendresse - solo (Jazzhart)
- 2012 : Welcome - solo (émouvance)
- 2013 : Federico Garcia Lorca duo acoustique, avec Violeta Ferrer (Fou-Records)
- 2014 : Clameur duo avec Raphaël Saint Remy (émouvance)
- 2015 : Gone (face A) It's Over (face B) duo avec J. McPhee (Trost Jukebox Series)
- 2016 : Soft eyes duo avec Didier Lasserre (Improvising Beings)
- 2016 : The Paris concert trio avec J. McPhee, J-M Foussat (Kye 42)
- 2016 : The magic city (Alabama 1985) duo avec J. McPhee (Trost Jukebox Series)
- 2017 : Improvisations duo avec Gilles Dalbis
- 2018 : Visions of Sound duo avec Jan-Claude (JC) Jones (Kcr 49)
- à venir La mémoire de l'oubli, images for Donald Ayler - solo acoustique

## Filmographie
- 1994 : Le trajet un film de Jacques Sapiega (52 min, Les tambours de soie)
- 2012 : Raymond Boni les mains bleues un film de Christine Baudillon (120 min, Hors-œil éditions)

## Sources
- Vincent Bessières  (Juin 2010)